# Liesl Karlstadt und Karl Valentin
Liesl Karlstadt und Karl Valentin ist ein preisgekrönter deutscher Fernsehfilm des Regisseurs Jo Baier aus dem Jahr 2008.

## Handlung
Als im Jahr 1911 der regional bekannte Komiker Karl Valentin während eines Auftritts im Gasthaus Frankfurter Hof in München die junge Soubrette Elisabeth Wellano kennenlernt, erkennt Valentin das komische Talent der Sängerin und beginnt mit ihr sowohl eine erfolgreiche Bühnenpartnerschaft als auch eine (fiktive) amouröse Beziehung. Hier beginnt die Erzählung und führt den Zuschauer durch viele Stationen des Paares Valentin&Karlstadt, die sich meist – mit Ausnahme der Liebesbeziehung zwischen Valentin und Karlstadt – an die historische Wahrheit halten. Unterbrochen durch einen Suizidversuch und eine Nervenerkrankung von Liesl Karlstadt und die folgenden Kriegsjahre kommt es erst 1947 zu einem gemeinsamen Comeback, das jedoch wenig erfolgreich verläuft.
Die gemeinsame Geschichte des berühmtesten Münchner Komödiantenduos endet mit Karl Valentins Tod und Beerdigung im Jahr 1948.

## Produktion
Die Hofmann & Voges Entertainment GmbH produzierte diesen historisch belegten Stoff im Auftrag des Bayerischen Rundfunks mit Regisseur Jo Baier und Drehbuchautorin Ruth Toma, die vorher schon erfolgreich zusammengearbeitet hatten. Die Dreharbeiten fanden vom 21. August 2007 bis 5. Oktober 2007 im Bavaria-Atelier in München-Geiselgasteig statt. Die Uraufführung war am 25. Juni 2008 auf dem Münchner Filmfest; die TV-Erstsendung am 10. Dezember 2008 in der ARD.

## Rezeption
- süddeutsche.de: „Ein dürrer Vorstadt-Casanova und ein anmutiges Fräulein, seltsam weichgespült – aber das macht nichts...........Denn jeder, der Jo Baiers Liesl Karlstadt und Karl Valentin im Fernsehen gesehen hat, wird sie gleich danach unbedingt wiedersehen wollen, in den uralten, unsterblichen Filmen, unscharf und schwarzweiß: Karl Valentin und Liesl Karlstadt.“[5]
- welt.de: „Was Baier und seine Drehbuch-Autorin Ruth Toma erzählen wollen, ist nicht in erster Linie eine Karriere, sondern das Verhältnis zweier Menschen zueinander, von denen ein jeder ohne den Anderen nicht so berühmt geworden wäre.“[6]
- TV-Spielfilm: „Etwas brav erzählt, aber immer liebevoll“[7]
- kino.de: "Leben und Leiden des legendären Münchner Komikerduos beleuchtet Grimme-Preisträger Dr. Jo Baier in seinem neuen Biopic, das sich nahtlos in die Riege erfolgreicher TV-Produktionen wie „Wambo“ oder „Stauffenberg“ einreiht."[8]
- tittelbach.tv: "Der klug konzipierte Fernsehfilm „Liesl Karlstadt und Karl Valentin“ zeichnet Leben und Liebe des Komikerduos nach."[9]
- film.tv: „Die Geschichten der beiden sind ebenso komisch wie schmerzhaft, genau wie ihr Leben.“[10]

## Auszeichnungen
- Bernd Burgemeister Fernsehpreis 2008 auf dem Filmfest in München[11]